# Боснакьой
Вижте пояснителната страница за други значения на Босна.
Боснакьой (на турски: Bosna) е село в Източна Тракия, Турция, Вилает Одрин.

## География
Селото се намира на 7 километра южно от Одрин.

## История
В XIX век Босна е гръцко село в Одринската кааза на Одринския вилает на Османската империя. Според „Етнография на вилаетите Адрианопол, Монастир и Салоника“, издадена в Константинопол в 1878 година и отразяваща статистиката на населението от 1873 година, Босна-кьой (Bosna-keui) има 120 домакинства и 487 гърци.
Според статистиката на професор Любомир Милетич в 1912 година в селото живеят 293 български патриаршистки семейства.